# Гено Телийски
Гено Георгиев Телийски е поборник от Априлското въстание през 1876 г., народен представител от село Церово на Оборищенското събрание. Баща е на Ангел Телийски.

## Биография
Гено Телийски е роден в село Церово и се образова там. Посветен е в революционното дело по времето на Васил Левски. Като собственик на много земи и дюкяни се ползва с уважението на съселяните си. Дава цялото си състояние в полза на подготовката на въстанието, в което взима участие цялото му семейство.
Той е председател на военния съвет и главен войвода при отбраната на въстаническите позиции на връх Еледжик, организирана от него. Загива на 1 май 1876 г. в неравен бой с турска войска.

## Памет
На Гене Телийски е наречена улица в квартал „Люлин“ в София (Карта).